# 나와 너
나와 너(Ich und Du)는 1923년에 출판된 마틴 부버의 책이다. 이 책은 1937년에 독일어에서 영어로 처음 번역되었고, 나중에 발터 카우프만 이 1970년에 번역하여 출판했다. 이 책은 부버의 가장 잘 알려진 작품으로, 타인과의 관계에서 나타나는 현대적 대상화에 대한 그의 비판을 담고 있다.

## 같이 보기
- 마르틴 부버